# Microdesmidae
Microdesmidae är en familj av fiskar. Microdesmidae ingår i ordningen abborrartade fiskar (Perciformes). Enligt Catalogue of Life omfattar familjen Microdesmidae 33 arter.
Arterna förekommer i tropiska och subtropiska hav. Ett fåtal familjemedlemmar hittas även i bräckt vatten eller sötvatten. De når en längd upp till 30 cm. Flera medlemmar gräver sig ner i sanden eller i leran. Dessa fiskar äter zooplankton. Det vetenskapliga namnet är bildat av de grekiska orden mikros (lite) och desmos (rep, band).
Släkten enligt Catalogue of Life:
- Cerdale
- Clarkichthys
- Gunnellichthys
- Microdesmus
- Navigobius
- Paragunnellichthys
- Pterocerdale